# Amiga Unix
Amiga Unix, inizialmente Commodore Amiga Unix, anche conosciuto informalmente come AMIX, è una versione del sistema operativo Unix per computer Amiga.
Amiga Unix è stato il sistema operativo in dotazione a due workstation di Commodore International, l'Amiga 2500UX e l'Amiga 3000UX, commercializzate tra il 1989 e il 1992, ma all'epoca era acquistabile anche separatamente da tali workstation in modo da poterlo utilizzare con altri modelli di computer Amiga.

## Descrizione
Amiga Unix è un porting di Unix System V che nel 1987 AT&T Inc. ha licenziato a Commodore Amiga Inc. (una consociata di Commodore International).

## Versioni
Di Amiga Unix sono state commercializzate principalmente due release, la 1.x e la 2.x. Le release 1.x sono un porting di Unix System V Release 3, mentre le release 2.x un porting di Unix System V Release 4.
Con Amiga Unix 1.x, oltre a Unix System V Release 3, è compreso il windowing system X Window System: si tratta del primo Unix della storia commercializzato con di serie X Window System.
Con Amiga Unix 2.x, oltre a Unix System V Release 4, è compreso il windowing system X Window System, il desktop environment Open Look, le shell testuali Bourne shell, Berkeley Shell, Korn shell, Restricted Shell, Remote Shell e Job Control Shell, gli editor di testo Emacs e vi.
Il computer di sviluppo che conteneva i sorgenti, un 386 con strumenti di cross-compiling, in seguito alla liquidazione di Commodore International è stato riformattato dai nuovi proprietari per installarvi DOS e Windows 3.1.

## Hardware supportato
Amiga Unix supporta solo i chipset OCS e ECS (non il chipset AGA) e funziona solo con i microprocessori Motorola 68020 e 68030 dotati di FPU e MMU. Necessita inoltre del controller SCSI di serie sui personal computer Amiga 3000, Amiga 3000T e Amiga 3000T-040 o sulle schede d'espansione Commodore A2090 e Commodore A2091. Ciò significa che Amiga Unix, oltre che su Amiga 2500UX e Amiga 3000UX, funziona anche sui seguenti personal computer Amiga:
- Amiga 2500;
- Amiga 2500/30;
- Amiga 3000;
- Amiga 3000T;

(se dotati di scheda CPU con Motorola 68020 o 68030, FPU, MMU, e scheda d'espansione Commodore A2090 o Commodore A2091:)
- Amiga 1500;
- Amiga 2000;

(se dotati di scheda CPU con Motorola 68020 o 68030, FPU e MMU:)
- Amiga 2000HD;
- Amiga 3000T-040.

Altro hardware supportato è il seguente:
- Commodore A2065 (scheda di rete Ethernet);
- Commodore A2410 (scheda video);
- Commodore A2232 (scheda seriale);
- Commodore A3070 (unità a nastro QIC).